# Velké náměstí čp. 38 (Prachatice)
Velké náměstí č. p. 38 je gotický měšťanský dům s podloubím na východní straně Velkého náměstí v Prachaticích. Fasádu domu pokrývá hrubá, pouze zednickou lžící strhávaná, omítka přirozeně pískové barvy s bílým nárožním kvádrováním a bílými šambránami kolem původních gotických kamenných okenních ostění z prachatického dioritu. Gotický lomený vstupní portál je z pol. 15. století, fasáda a podloubí vzniklo těsně po roce 1501. Dům je součástí městské památkové rezervace Prachatice. Od 3. května 1958 chráněná kulturní památka. 

## Popis domu
Jednopatrový řadový dům se dvěma arkádami podloubí, o třech okenních osách, na dlouhé úzké parcele. Okna v patře v kamenných okosených ostěních, čtyřtabulková, obdélná, osazena do původních pozdně gotických kamenných ostění. Hlavni vstup do domu je gotickým lomeným vstupním portálem z prachatického dioritu. Vstupní vrata do domu jsou klasicistní. Nalevo od vstupního portálu, vedle výkladce prodejny, je zbytek gotického kamenného ostění. V přízemí je podloubí nesené třemi kamennými pilíři se dvěma lomenými gotickými oblouky. Podloubí plochostropé, s dřevěným trámovým stropem, podélně kladeným s průčelím a podepřené uprostřed dřevěným průvlakem. Fasáda domu je pokryta hrubou, pouze zednickou lžící strhávanou, omítkou přirozeně pískové barvy s bílým nárožním kvádrováním a orámování okenních otvorů. Původní pozdně gotická omítka, restaurátorsky ošetřená, je na fasádě od doplňků dobře odlišitelná. Nárožní iluzivní bosáž, plocha římsy a orámování otvorů je provedeno hlazenou vápennou omítkou. Střecha sedlová, podélně orientovaná s průčelím. Objekt je podsklepen. Za domem dvůr. 
V domě jsou dochovány historické konstrukce z období gotiky – obvodového zdivo přízemí i patra, řešení fasády objektu, lomený kamenný portál vstupu do síně, další kamenný portálek v síni, kamenné okenní ostění okenních otvorů, sklepní prostory a dobře čitelná původní gotická dispozice domu (cenná je především dochovaná dispozice síně). Klenby pravděpodobně renesanční. Areál domu čp. 38 na Velkém náměstí v Prachaticích odpovídá pojetí kulturní památky podle § 2 a 42 zákona č.20/1987 Sb. o státní památkové péči. Památková ochrana se vztahuje na celý areál.

## Historie domu
Dům vznikl v polovině 15. století (zřejmě v 2. pol. 40. let 15. století) jako součást výstavby nového bloku domů na východní straně původně mnohem většího náměstí, které se tím zmenšilo téměř na polovinu. Výstavba souvisela s rozvojem města po husitských válkách, má přímou souvislost s výstavbou nového Rožmberského hrádku u Horní brány (přibližně v letech 1446–1448) a tím vyvolanou potřebu dalších parcel pro nové měšťanské domy. Datace vstupního portálu i vedlejšího zbytku kamenného ostění okna odpovídá 1. polovině 15. století. Po požáru města v roce 1501 byl dům přestavěn ve stylu pozdní gotiky, před stávající dům bylo představěno podloubí s vysazeným patrem a s podsklepením, dům dostal také novou fasádu a zděný štít ve stylu pozdní gotiky. Době kolem roku 1501 odpovídá i profilace okenního ostění oken, dříky sloupů podloubí i výtvarné řešení fasády s hrubou vápennou omítkou a jednoduchým orámováním oken a nárožním kvádrováním. Další úpravy proběhly kolem poloviny 16. století, byly zaklenuty některé místnosti (pravděpodobně původně pouze plochostropé) a stupňovitý, horizontálně dělený, pozdně gotický štít s vysokou střechou nahrazen nízkou dvoupultovou střechou a renesanční atikou. Na vyobrazení domu na obraze Jidřicha de Verle z roku 1670 má dům atiku ukončenou cimbuřím, s dvoupultovou, dovnitř vpadlou, střechou a středovým úžlabím s otvorem pro střešní žlab. Podle Soupisu handlovníků se solí z roku 1570 byl vlastníkem domu v tomto roce Michal kožišník. V roce 1585 je jako vlastník domu v soupisu obyvatel města uváděn Šebestián Záblatský. 13. dubna 1832 podlehla většina vnitřního města zhoubnému požáru. V rámci obnovy bylo sneseno celé atikové patro s atikou a změněn způsob zastřešení domu do dnešní podoby, tedy na střechu sedlovou, podélnou s průčelím. Ve 2. pol. 90. let byla na základě předcházejícího restaurátorského průzkumu odkryta a restaurována pozdně gotická fasáda domu.    

## Galerie

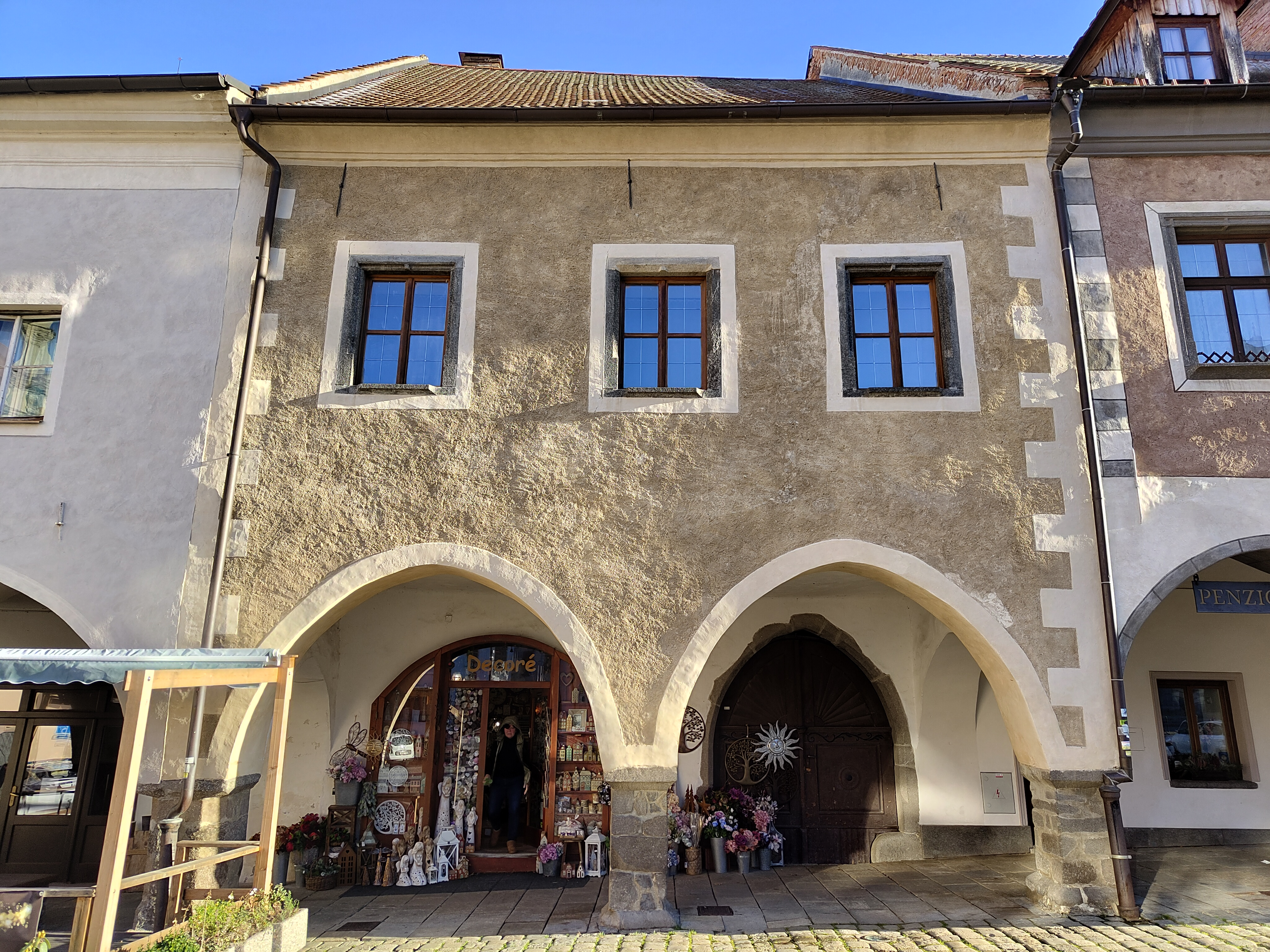
Velké náměstí čp. 38 (Prachatice), východní průčelí
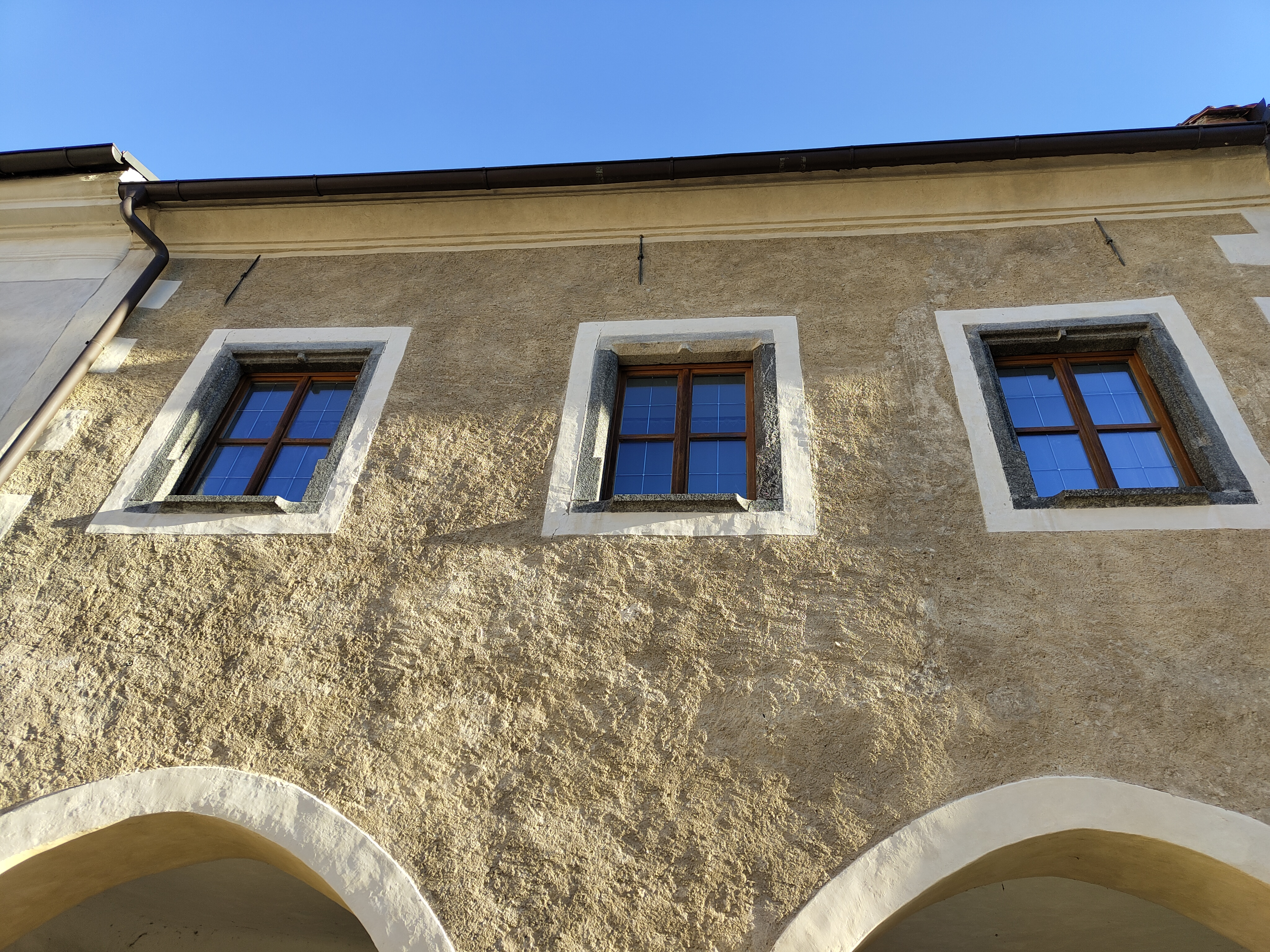
Velké náměstí čp. 38 (Prachatice), detail fasády a ostění oken
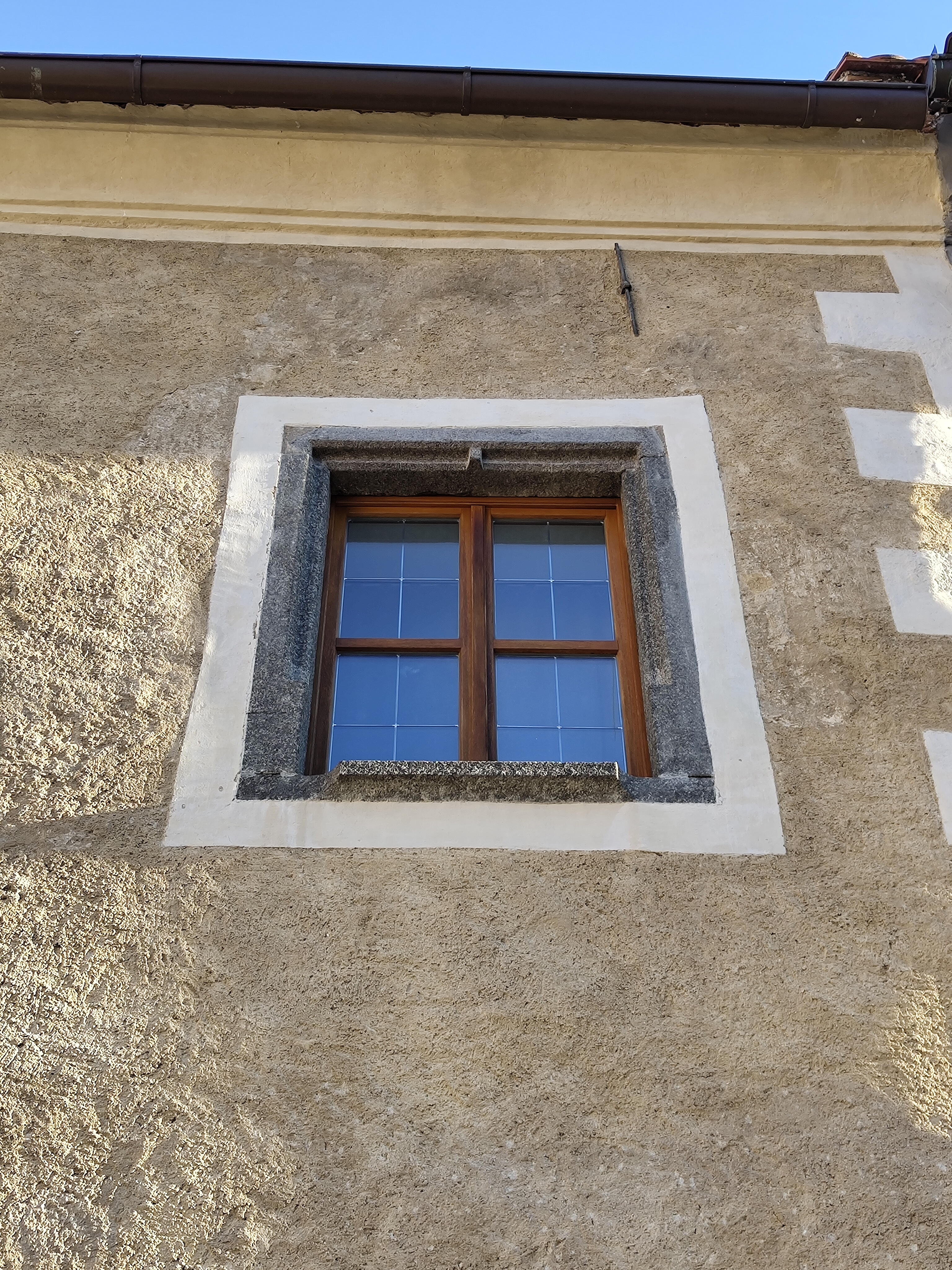
Velké náměstí čp. 38 (Prachatice), detail gotického ostění okna
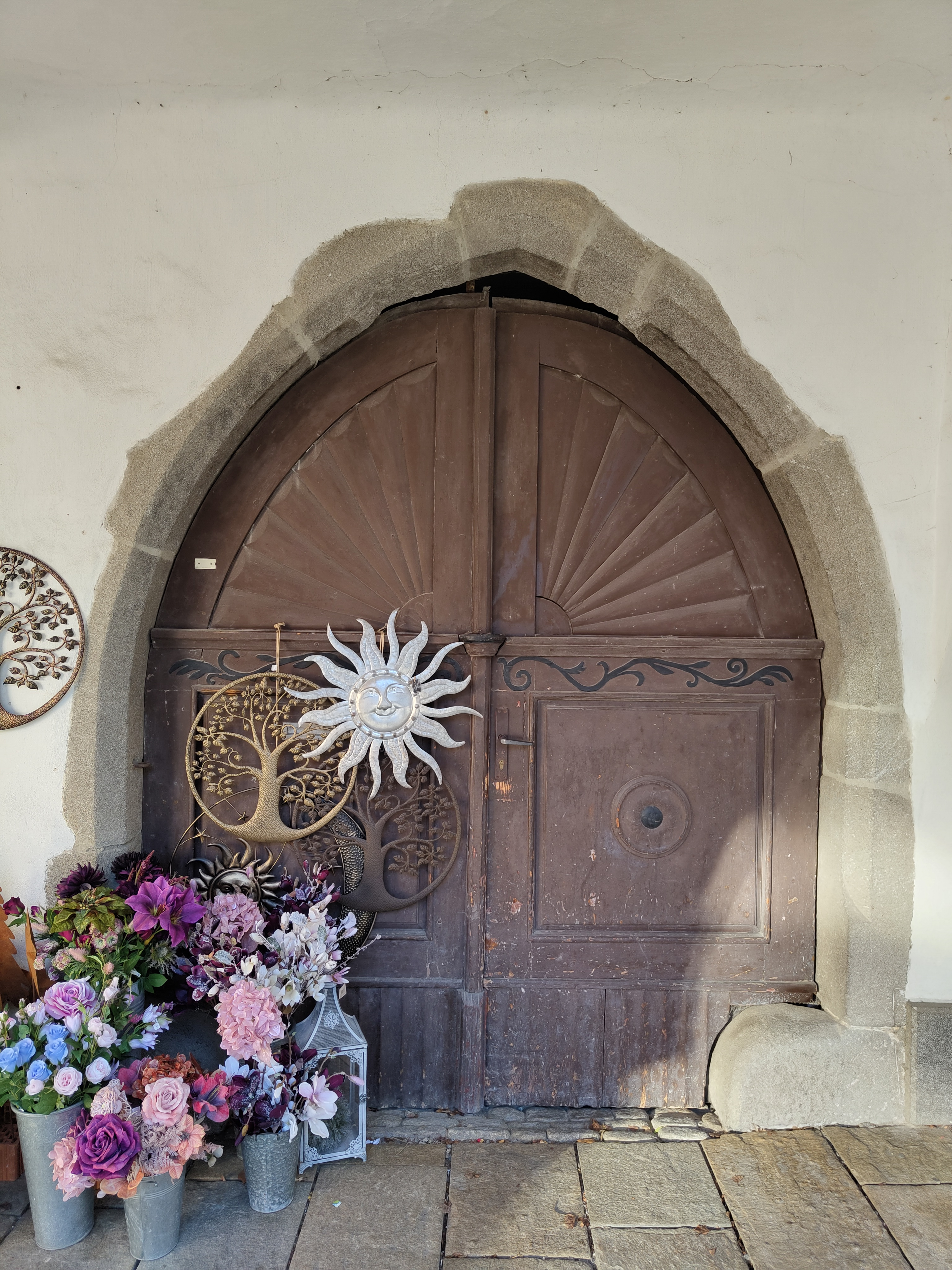
Velké náměstí čp. 38 (Prachatice), vstupní portál
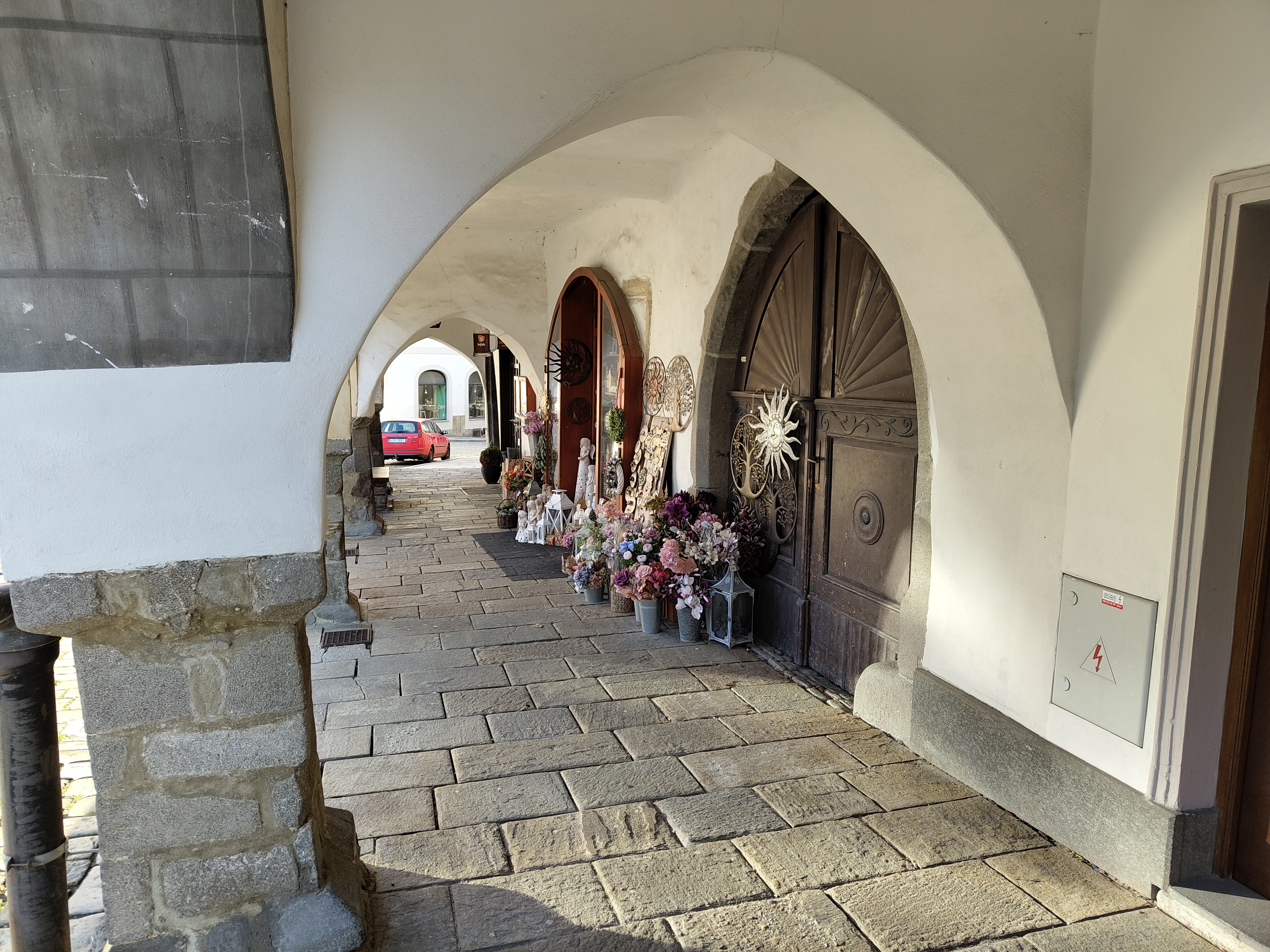
Velké náměstí čp. 38 (Prachatice), podloubí
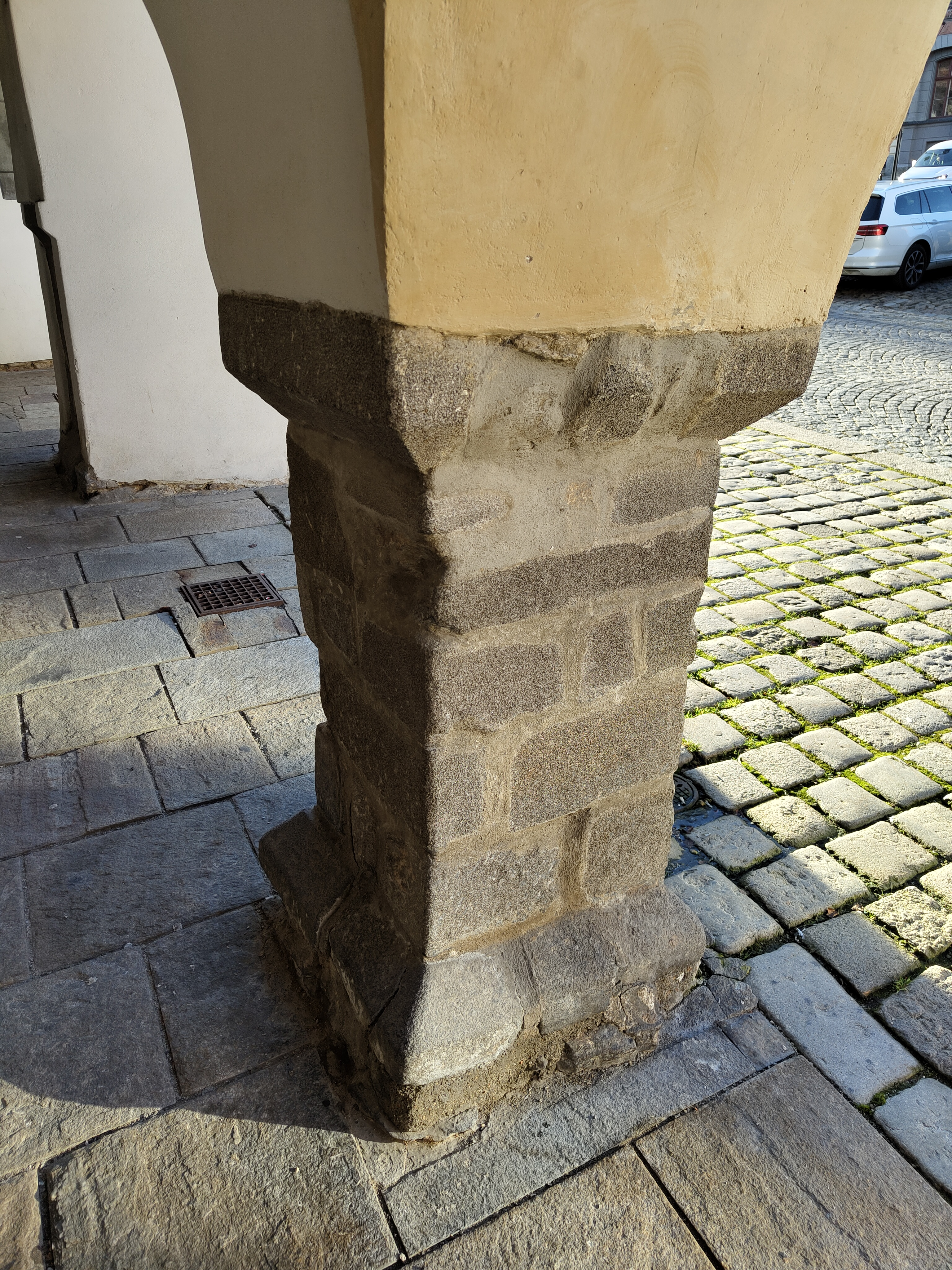
Velké náměstí čp. 38 (Prachatice), sloup podloubí
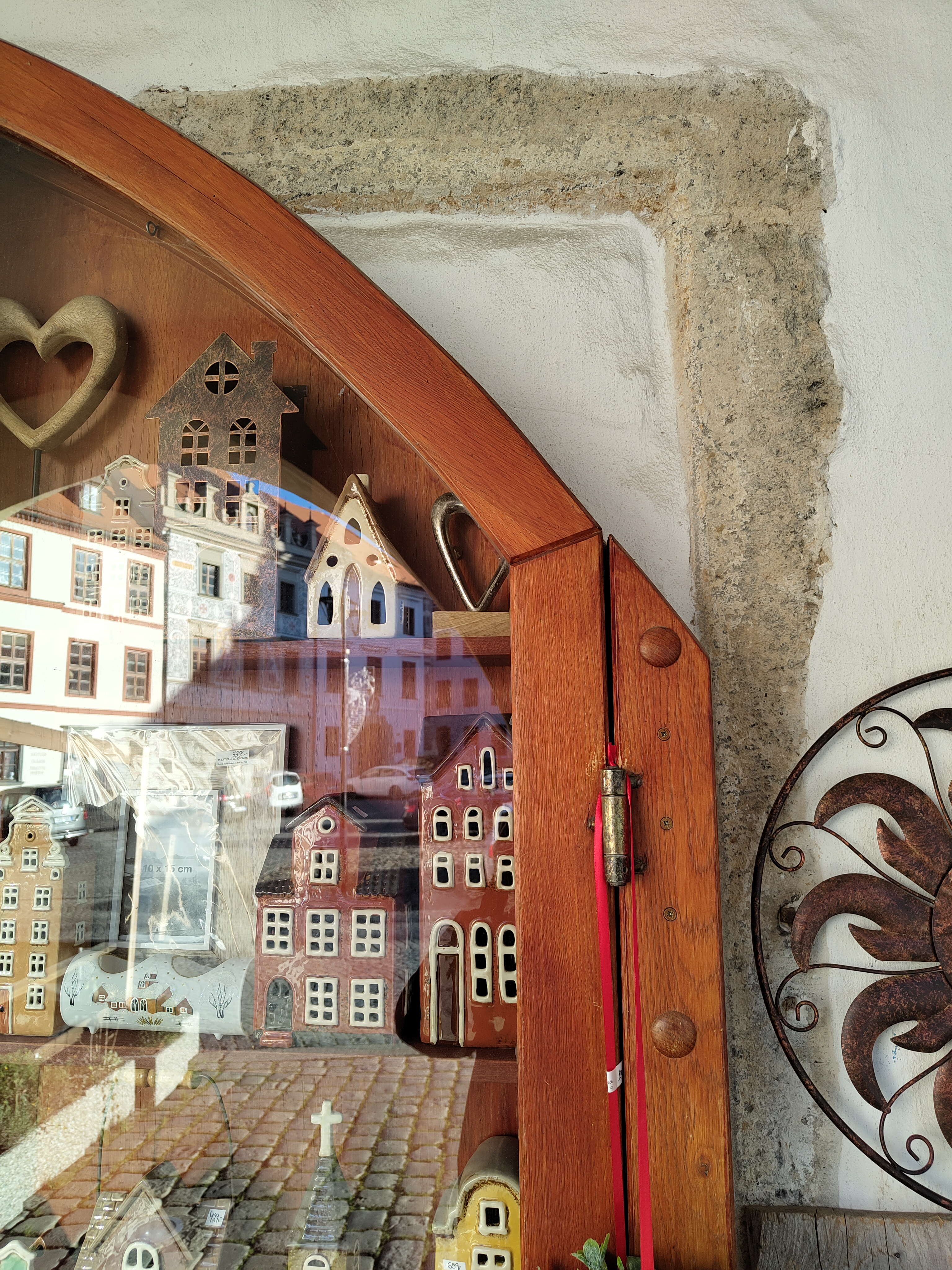
Velké náměstí čp. 38 (Prachatice), detail zbytku okenního ostění
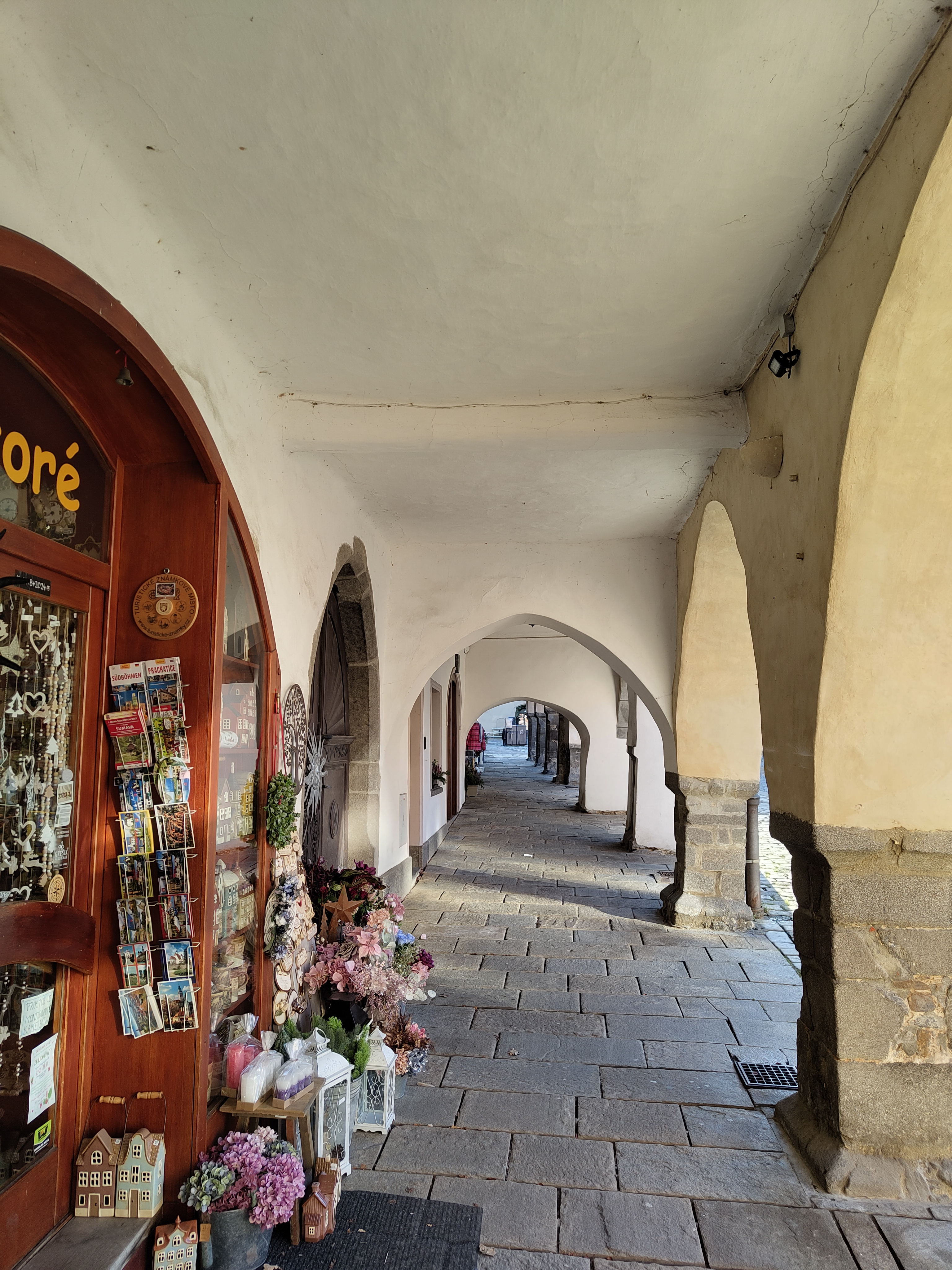
Velké náměstí čp. 38 (Prachatice), podloubí, trámový strop
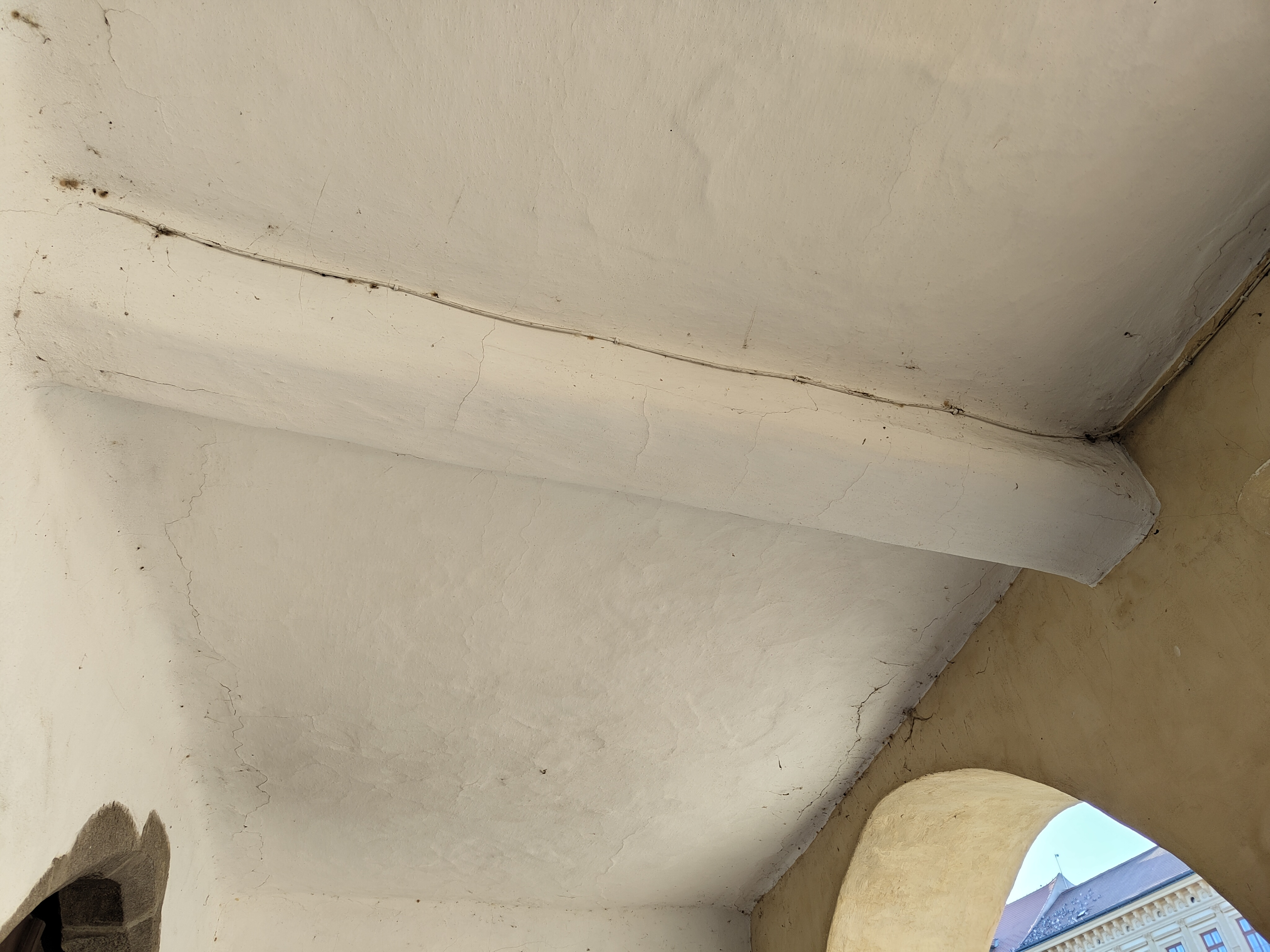
Velké náměstí čp. 38 (Prachatice), trámový strop v podloubí, průvlak
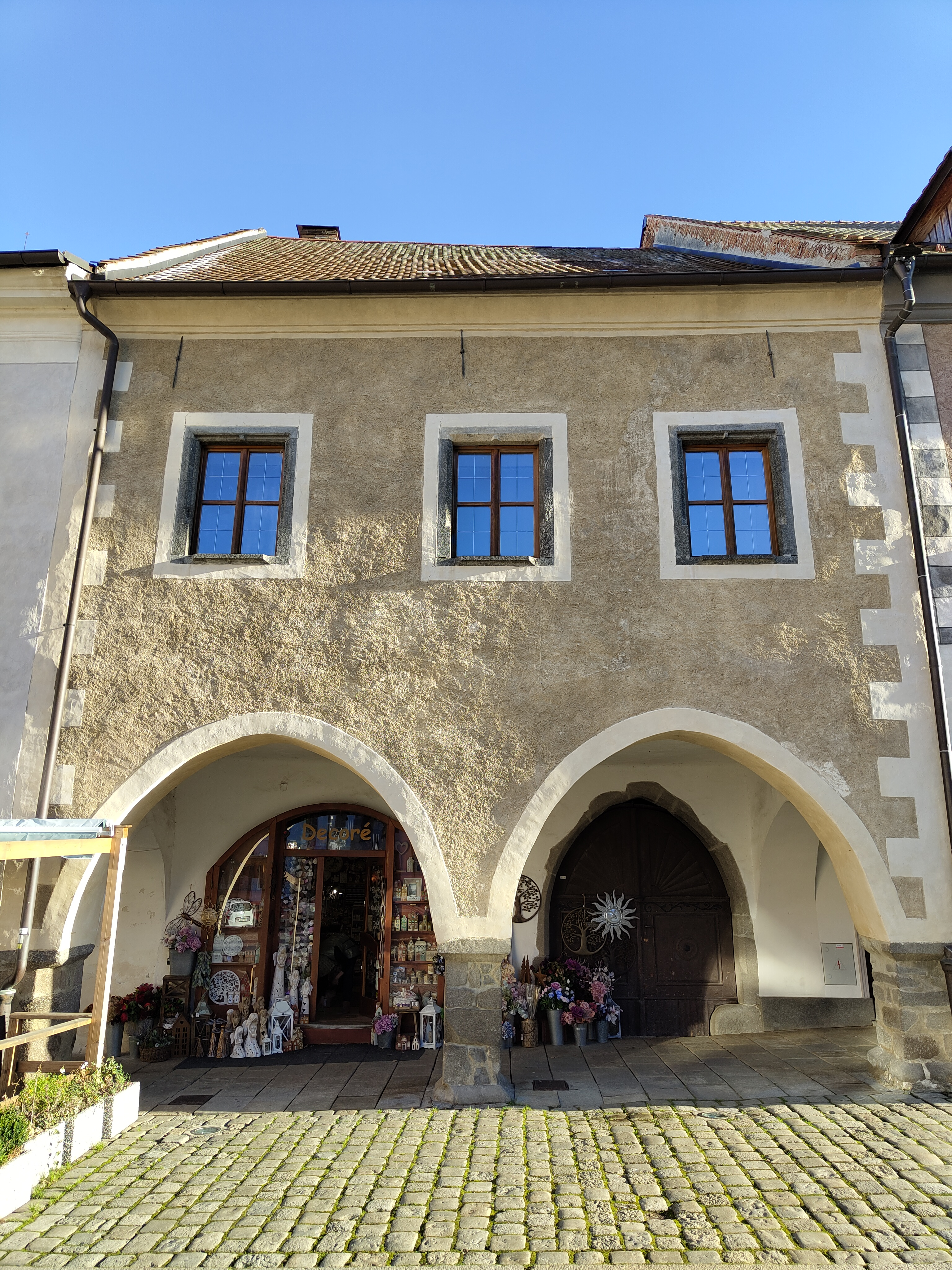
Velké náměstí čp. 38 (Prachatice), průčelí do Velkého náměstí